# Guido Rimonda
Guido Rimonda (Saluzzo, 1969) è un violinista e direttore d'orchestra italiano.

## Biografia
"Un vero animale da violino" è il simpatico e lusinghiero giudizio di Corrado Romano, con il quale Guido Rimonda ha compiuto un passo decisivo nella "costruzione" della sua carriera concertistica.
Saluzzese d'origine, Guido Rimonda ha compiuto i suoi studi — oltre che con il già citato M° Romano a Ginevra — con i maestri Renato De Barbieri, Augustin Dumay, Renato Biffoli e Ruggiero Ricci.
Ha infatti esordito già a tredici anni eseguendo le Sonate di Corelli per il film Per Antonio Vivaldi con la regia di Massimo Scaglione.
Come violino di spalla ha suonato con l'Orchestra Internazionale d'Italia a Parigi, Strasburgo, Francoforte, Vienna e con la North Czech Philharmonic Orchestra a Praga, Teplice, Most, Dublino, Ginevra, collaborando con artisti come S. Accardo, A. S. Mutter, M. Rostropovich, V. Mullova, K. Ricciarelli, L. Pavarotti, R. Kabaivanska, C. Abbado, etc.
Molto intensa è anche la sua attività discografica, che ha entusiasmato sia la critica, sia musicisti del calibro di Ruggiero Ricci, Igor Oistrakh e Franco Gulli.
Dal 1989 al 1992 ha insegnato presso la Scuola di alto perfezionamento musicale di Saluzzo in qualità di assistente ai maestri Giuliano Carmignola e Franco Gulli. 
Nel 1992 fonda due orchestre, la Filarmonica di Torino e la Camerata Ducale.
Nel 1997 ha fondato insieme alla pianista Cristina Canziani, con cui si sposa nel 2000, il Viotti Festival di Vercelli.
Per la collana della Fabbri Editori I Grandi Musicisti ha inciso 18 CD tra cui i concerti per violino di Wolfgang Amadeus Mozart e quelli di Antonio Vivaldi.
Nel 2009 ha registrato per Chandos il disco "Petite École de la melodie" con musiche di Saint-Saëns, Dancla e Massenet.
Nel 2010 per DELOS project ha inciso in veste di solista e direttore il concerto per violino e orchestra Op.61 di Ludwig Van Beethoven.
Nel 2012 ha iniziato in esclusiva con la casa discografica Decca Records Universal il Progetto Viotti: 16 CD contenenti l’integrale delle composizioni per violino e orchestra, con numerosi inediti e prime registrazioni mondiali. Il progetto è attualmente giunto al dodicesimo CD.
Parallelamente alle incisioni viottiane sono nati per Decca altri progetti discografici, come Le violon noir (2013-2017), Voice of peace (2015), Haydn Concertos (2017-2020), Smile Uno Stradivari al cinema (2020) e L’integrale delle Sonate per violino e clavicembalo di Bach con Ramin Bahrami (2021-2022). Molte sue incisioni, tra cui la sua versione del tema di Schindler’s list, fanno parte di diversi cofanetti Platinum collection editi dalla Deutsche Grammophon e distribuiti in tutto il mondo.
L’impegno nella ricostruzione e nell’esecuzione dell’opera di Viotti lo porta inoltre anche nel campo editoriale: con le Edizioni Curci, e in collaborazione con CIDIM, è infatti iniziata nel 2021 la pubblicazione integrale, la prima in assoluto rivista e commentata secondo criteri moderni, delle partiture e relative riduzioni dei Concerti per violino viottiani. Per la rivista bimestrale ARCHI ha curato la rubrica Riscoperte, Giovanni Battista Viotti, la Nuova Scuola violinistica.
Accompagnato dalla Camerata Ducale ha effettuato tournée negli Stati Uniti, nell'ex Unione Sovietica, in Sudafrica, in Guatemala, negli Emirati Arabi; nel 2002 ha ricevuto il premio Renato Bruson come miglior musicista piemontese dell'anno, ed è stato insignito del titolo di Ambasciatore per la cultura nel mondo dalla Regione Piemonte (La Stampa, dicembre 2005).
Nel gennaio 2008 ha ricevuto il Premio San Giovanni dalla Città di Torino per la ricerca storica e la diffusione dell'opera di Giovanni Battista Viotti.
Nel 2010 è stato insignito del titolo di Cavaliere Ordine al Merito della Repubblica Italiana per meriti artistici.
Nel 2022 è fondatore e Presidente della Fondazione Viotti.
È docente di violino presso il Conservatorio Giuseppe Verdi di Torino.
Suona il violino Antonio Stradivari appartenuto a Jean-Marie Leclair, del 1721, detto Le Noir, che alterna con un violino di Vincenzo Panormo costruito per Giovanni Battista Viotti e a un Gasparo da Salò del 1560.
Guido Rimonda è testimonial ALESSANDROSIMONI®.

## Discografia
- Camille Saint-Saëns: Sonata per violino e piano op.75 N.1 - Charles Dancla: "Petite ecole de la melodie" op.123 - Jules Massenet: Thais (1894) Meditation - Violino: Guido Rimonda, Pianoforte: Cristina Canziani Etichetta: CHANDOS - Inghilterra 2009
- Wolfgang Amadeus Mozart: Integrale dei concerti per violino e orchestra, violino solista Guido Rimonda - Orchestra Filarmonica Italiana (3 cd Fabbri Editori I Grandi Musicisti)
- Antonio Vivaldi: Concerti op.3, Estro Armonico, violino solista Guido Rimonda - Orchestra da camera "Archi del Veneto" (Fabbri Editori I Grandi Musicisti)
- Antonio Vivaldi: Concerti op.12, violino solista Guido Rimonda - Orchestra da camera "Archi del Veneto" (Fabbri Editori I Grandi Musicisti)
- Johann Sebastian Bach: Concerti per violino e archi, Triplo concerto per violino, flauto e clavicembalo - Orchestra Filarmonica Italiana (Fabbri Editori I Grandi Musicisti)
- Alessandro Rolla: Concerto per violino in do maggiore - Sinfonia in re maggiore - Adagio per l'amico Cavinati, violino solista e Direttore Guido Rimonda - Orchestra Alessandro Rolla di Varese  (Ed. Bongiovanni, Bologna)
- Tomaso Giovanni Albinoni: Concerti per violino e archi, violino solista Guido Rimonda - Orchestra da camera "Archi del Veneto" (Fabbri Editori I Grandi Musicisti)
- D. Cimarosa, L. Boccherini, G.B. Viotti: Concerti per flauto e orchestra, flautisti: Maxence Larrieu e Giuseppe Nova - Orchestra Camerata Ducale, Direttore Guido Rimonda (Ed. Bongiovanni, Bologna)
- Luigi Boccherini, Wolfgang Amadeus Mozart, Giovanni Battista Viotti: Concerti per violoncello e orchestra e danze tedesche, violoncello Franco Maggio Ormezowski - Orchestra Camerata Ducale, Direttore Guido Rimonda (Ed. Bongiovanni, Bologna)
- Domenico Cimarosa, Luigi Giannella: Il maestro di cappella - Concerto per violino e orchestra (prima registrazione assoluta) - Basso Buffo Enzo Dara, violino solista e direttore Guido Rimonda - Orchestra Camerata Ducale (Ed. Bongiovanni, Bologna)
- Giovanni Battista Viotti: Concerti per violino e orchestra, violino solista e Direttore Guido Rimonda - Orchestra Camerata Ducale (10 cd, Ed. Bongiovanni, Bologna)
- Arcangelo Corelli: Concerti grossi per archi, primo violino e Direttore Guido Rimonda - Orchestra da Camera "Archi del Veneto" (Fabbri Editori I Grandi Musicisti)
- Georg Friedrich Händel: Concerti grossi per archi e fiati, primo violino e Direttore Guido Rimonda - Orchestra Filarmonica Italiana (Fabbri Editori I Grandi Musicisti)
- Georg Friedrich Händel: Concerti grossi per archi, primo violino e Direttore Guido Rimonda - Orchestra Filarmonica Italiana (Fabbri Editori I Grandi Musicisti)
- Franz Joseph Haydn: Sinfonia Il mattino - Il pomeriggio - La sera, violino solista e Direttore Guido Rimonda - Orchestra da Camera "Archi del Veneto" (Fabbri Editori I Grandi Musicisti)
- Giovanni Battista Viotti: Concerto per violino N.24, Concerto per violino, pianoforte e orchestra N.3 e altre composizioni per violino e orchestra (Allegato alla Rivista Amadeus-Novembre 2007 Edizioni Paragon)
- Ludwig van Beethoven: Concerto per violino e orchestra in Re Maggiore op. 61- Orchestra Camerata Ducale (DELOS project, 2010)
- Giovanni Battista Viotti, Conc. vl. n. 2, 19 (Cadenze originali), 31 (frammento) - Rimonda/Camerata Ducale, 2015 Decca Records Universal Music Group
- Giovanni Battista Viotti, Conc. vl. n. 4, 20 (Cadenze originali) e 30 - Rimonda/Camerata Ducale, 2014 Decca Records Universal Music Group
- Giovanni Battista Viotti, Conc. vl. n. 22/Conc. vl. n. 24/Meditazione in preghiera - Rimonda/Camerata Ducale, 2012 Decca Records Universal Music Group
- Giovanni Battista Viotti, Conc. vl. n. 25/Conc. vl. n. 12/Tema e var. per vl. e orch. - Rimonda/Camerata Ducale, 2013 Decca Records Universal Music Group
- Giovanni Battista Viotti, Conc. vl. n. 6, 7, 9 (Cadenze originali), - Rimonda/Camerata Ducale, 2016 Decca Records Universal Music Group
- Giovanni Battista Viotti, Conc. vl. n. 17, 18 (Cadenze originali), - Rimonda/Camerata Ducale, 2017 Decca Records Universal Music Group
- Giovanni Battista Viotti, Conc. vl. n. 10, 13 (Cadenze originali), - Rimonda/Camerata Ducale, 2018 Decca Records Universal Music Group
- Giovanni Battista Viotti, Conc. vl. n. 1, 3, 7 (Cadenze originali), - Rimonda/Camerata Ducale, 2019 Decca Records Universal Music Group
- Giovanni Battista Viotti, Conc. vl. n. 5, 11, 16 (Cadenze originali), - Rimonda/Camerata Ducale, 2019 Decca Records Universal Music Group
- Giovanni Battista Viotti, Conc. vl. n. 14, 16 (con l'orchestrazione di Wolfgang Amadeus Mozart  k470a) (WI:16) (Cadenze originali), - Rimonda/Camerata Ducale, 2020 Decca Records Universal Music Group
- Giovanni Battista Viotti, Sinfonia Conc. n.1 e Conc. n.3 per vl. e pf   - Rimonda, Cristina Canziani/Camerata Ducale, 2020 Decca Records Universal Music Group
- "Le violon noir"   Rimonda/Camerata Ducale, 2013 Decca Records Universal Music Group
- "Le violon noir 2" Rimonda/Camerata Ducale, 2017 Decca Records Universal Music Group
- Franz Joseph Haydn, Conc. vl. Hob.VIIa:4/Conc. pf. n. 11/Conc. vlc. Hob. VIIb:1 - Rimonda, Maurizio Baglini, Silvia Chiesa/Camerata Ducale, 2015 Decca Records Universal Music Group
- Franz Joseph Haydn, Conc. vl e pf. Hob.XVIII/Conc. vl,pf./Conc. vl. Hob. VIIa:1 - Rimonda, Maurizio Baglini, Silvia Chiesa/Camerata Ducale, 2020 Decca Records Universal Music Group
- John Williams Cinema "The Platinum Collection" Schindler's List Deutsche Grammophon Universal Music Group
- Smile, uno Stradivari al cinema - Rimonda/Camerata Ducale, 2020 Decca Records Universal Music Group
- Frate Alessandro, Voice of peace - Rimonda/Camerata Ducale, 2015 Decca Records Universal Music Group
- "The Platinum Collection" Adagio Relaxing Rimonda/Camerata Ducale 2018 Deutsche Grammophon Universal Music Group
- Johann Sebastian Bach integrale delle Sonate per violino e tastiera BWV 1015-1019 -  Rimonda/Ramin Bahrami 2 CD 2022 Decca Records Universal Music Group